# Гуменисская, Аксиопольская и Поликастрская митрополия
Гумени́сская, Аксиопо́льская и Полика́стрская митропо́лия (греч. Ιερά Μητρόπολη Γουμενίσσης, Αξιουπόλεως και Πολυκάστρου) — епархия «Новых Земель» Элладской православной церкви. Как и прочие епархии «Новых Земель» имеет также формальное подчинение Константинопольскому патриархату.
Епархия была образована в 1991 году путём выделения из Полианийской и Килкисийской митрополия. Центром епархии является город Гумениса в Греции. Имеются архиерейские наместничества в Аксьюполисе и Поликастроне.

## Епископы
- с 10 сентября 1991 — Димитрий (Бекярис) [1]

## Монастыри
- Монастырь Святых Рафаила, Николая и Ирины (мужской)